# Kærlighedsleg
Kærlighedsleg er en dansk stumfilm fra 1919 med instruktion og manuskript af A.W. Sandberg.

## Handling
Om alle de forviklinger der kan opstå, når kvinder optræder i herrekostume, også selvom det er for at redde en ven i nøden.

## Medvirkende
- Valdemar Psilander - Sir Georges Wilton
- Arne Weel - John Bradford, Sir Georges myndling
- Gudrun Houlberg - Amy Walker
- Ingeborg Bruhn Bertelsen - Lizzie Harring
- Alfred Møller - James Stone, forvalter